# فرانسیس بلانش
فرانسیس بلانش (فرانسوی: Francis Blanche‎؛ ‏ ۲۰ ژوئیهٔ ۱۹۲۱ – ۶ ژوئیهٔ ۱۹۷۴) هنرپیشه، خواننده و نویسنده فرانسوی بود. از فیلم‌هایی که وی در آن نقش داشته‌است، می‌توان به قصه‌های رومی یک تازه‌کار سابق، تن‌کامه، زیبای روز، لاله سیاه، مادیان سبز، قدیمی‌ترین حرفه و هرج‌ومرج بزرگ اشاره کرد.